# Lee Strasberg Theatre and Film Institute

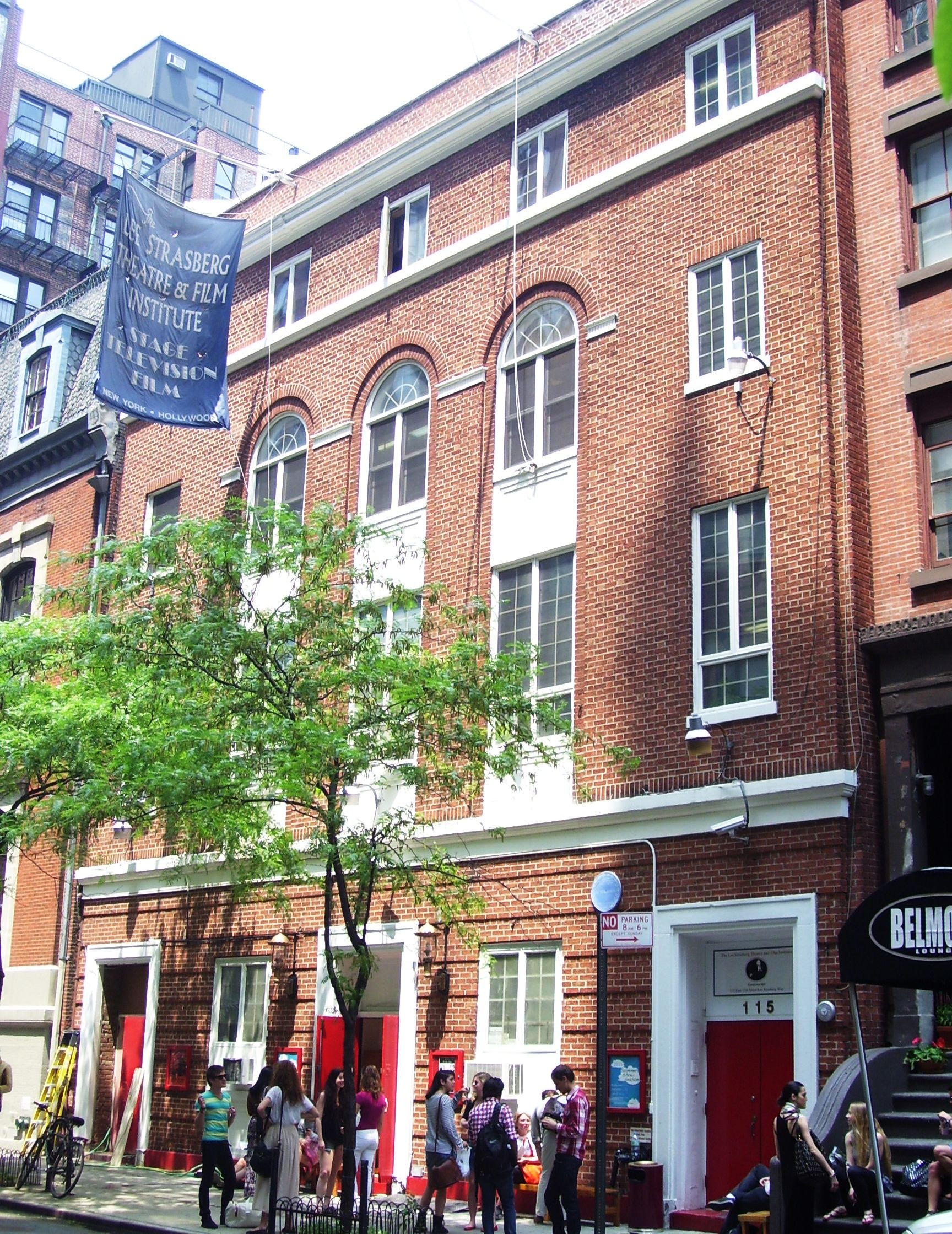
Lee Strasberg Theatre and Film Institute in Manhattan (New York) (2011)

Lee Strasberg Theatre and Film Institute (voorheen: Lee Strasberg Theatre Institute) is een toneelschool die gevestigd is aan 115 East 15th Street in Manhattan (New York), en aan 7936 Santa Monica Boulevard in West Hollywood. De school werd in 1969 opgericht door Lee Strasberg om vooral method acting te leren. De school is na het overlijden van Strasberg (1982) onder leiding komen te staan van Anna Strasberg, de weduwe van Strasberg. 
Lee Strasberg Theatre and Film Institute heeft een samenwerkingsverband met de toneelschool Tisch School of the Arts, die weer een onderdeel is van de New York-universiteit, in Manhattan.

## Bekende alumni
| - Cynthia Addai-Robinson - Karen Allen - Nancy Allen - Will Arnett - Blanche Baker - Alec Baldwin - Talia Balsam - Steve Buscemi - Kevin Corrigan - Claire Danes - Rosario Dawson - Rebecca De Mornay - Laura Dern - Matt Dillon - Cary Elwes - Jennifer Esposito - Chris Evans - Bridget Fonda - Jorja Fox | - Teri Garr - Kathy Griffin - Linda Hamilton - Michael Imperioli - Scarlett Johansson - Amy Jo Johnson - Angelina Jolie - Lainie Kazan - Brian Kerwin - Jiah Khan - Callie Khouri - Lady Gaga - John Leguizamo - Jennifer Jason Leigh - Traci Lords - Amy Madigan - Jean-Baptiste Maunier - Danica McKellar - William McNamara | - Donna Murphy - Jerry Orbach - Anne Pitoniak - Franka Potente - Tyrone Power - Mickey Rourke - Daniela Ruah - Theresa Russell - Tom Schilling - Bonnie Somerville - Sissy Spacek - Miles Teller - Marlo Thomas - Uma Thurman - Maria Walliser - Christoph Waltz - Chandra Wilson |